# بليز ستاي
«بليز ستاي» (بالإنجليزية: Please Stay)‏ أو «أرجوك ابقى» هي أغنية للفنانة الأسترالية كايلي مينوغ من ألبومها السابع لايت ييرز (2000). والأغنية من كلمات مينوغ، ريتشارد ستانارد، جوليان غالاغر، جون ثيميس، فيما تولى ستانارد وغالاغر الإنتاج. اختيرت الأغنية لتكون رابع منفردة من الألبوم. الأغنية هي من صنف بوب الرقص ذات وتيرة منتصفة، وتختلف عن الألبوم في كونها تتبع نمط موسيقى البوب اللاتيني الأكثر نضجا، وهي الوحيدة من أغاني مينوغ المستوحاة من الأغاني اللاتينية. تلقت الأغنية مراجعات إيجابية عموما من نقاد الموسيقى.
وصلت الأغنية إلى المركز 10 في المملكة المتحدة والمركز 15 في بلدها أستراليا، حيث تلقت تصنيف الذهب من صناعة التسجيل الأسترالية، وبيع منها أكثر من 35,000 نسخة. تم إخراج الفيديو كليب المرافق من قبل جيمس فروست وأليكس سميث. ويتضمن الفيديو مينوغ في مشهد سيارة، ثم يتحول إلى مينوغ في غرفة نومها، وترقص حتى تصل إلى ممر سري تحت الأرض إلى أصدقائها حيث يحتفلون. أدت مينوغ الأغنية في عدد من الجولات آخرها كانت جولة كايلي إكس 2008، حيث غنتها فقط في عرض واحد في بكين عاصمة الصين.